# Jean-Gabriel Cerré
Jean-Gabriel Cerré (12 août 1734 – 4 avril 1805) est un marchand canadien qui travaillait aux Pays des Illinois et à Saint-Louis.